# Ridder (bier)
Ridder is een Belgisch bier. Het wordt gebrouwen door Brouwerij Het Sas te Boezinge voor drankcentrale Nevejan uit Krombeke.

## Achtergrond
Ridder wordt gebrouwen sinds 1988. De naam verwijst naar de legende van Ridder Witsoone (Cornelius Witsoone), die 72 uur verdwaalde in de omgeving van Krombeke en gered werd door 72 klopjes van de klok.
Op het etiket van het bier staat een ridder naast een paard. Doorheen de naam van het bier “Ridder” staat “Nevejan”, van de opdrachtgever. Op het bovenste, kleine etiket staan onder meer de hoorns van het wapenschild van Krombeke. In het midden staan de letters “ND”, van Nevejan Drankcentrale.

## Het bier
Ridder is een blond alcoholarm bier van lage gisting met een alcoholpercentage van 2,25% en een densiteit van 8° Plato. De smaak van het bier gaat sterk naar pils; het wordt dan ook een “light pils” genoemd. Ridder is een menging van Sas Pils en het tafelbier Bock Leroy.